# Anopsicus chiriqui
Anopsicus chiriqui là một loài nhện trong họ Pholcidae. Loài này được phát hiện ở Costa Rica và Panama.